# Nandini Satpathy
Nandini Satpathy  (9 de junio de 1931 - 4 de agosto de 2006) fue una política y autora india. Fue la ministra principal del estado de Odisha desde junio de 1972 hasta diciembre de 1976.

## Primeros años
Satpathy nació el 9 de junio de 1931 y creció en Pithapur, Cuttack, India. Era la hija mayor de Kalindi Charan Panigrahi. Su tío Bhagavati Charan Panigrahi, fundó la rama del Partido Comunista de la India en Odisha.

## Carrera política
En el año 1939, la edad de ocho años, fue golpeada por la policía británica la había golpeado por derribar el Union Jack, así como por pegar carteles escritos a mano contra el Raj británico en las paredes de Cuttack. Lo mismo fue ampliamente discutido entonces y lo mismo había funcionado como combustible en el fuego para la lucha de la Libertad de la India del Raj británico.
Mientras estudiaba en Ravenshaw College para obtener su Maestría en Artes en idioma oriya, se involucró con el ala estudiantil del Partido Comunista, la Federación de Estudiantes. En 1951, comenzó un movimiento de protesta estudiantil en Odisha contra el aumento de los costos de educación universitaria, que luego se convirtió en un movimiento juvenil nacional.
Satpathy fue un líder de este movimiento, la policía lathi acusó a los manifestantes y Nandini Satpathy resultó gravemente herida en su sano juicio.Fue encarcelada, junto con muchos otros. En la cárcel conoció a Devendra Satpathy , otro miembro de la Federación de Estudiantes y el hombre con quien luego se casó. (Más tarde fue elegida por dos períodos para la cámara baja de Dhenkanal).
En 1962, el partido del Congreso era dominante en Orissa; La Asamblea Legislativa del Estado de Orissa de 140 miembros tenía más de 80 del partido del Congreso. A nivel nacional, hubo un movimiento para tener más mujeres representantes en el Parlamento indio . La Asamblea eligió Satpathy (entonces presidenta del Foro de Mujeres) a la cámara alta del Parlamento de la India, donde sirvió dos mandatos. Después de que Indira Gandhi se convirtió en la primera ministra de la India en 1966, Satpathy fue nombrada ministra adscrita a la primera ministra, con su cartera específica siendo el Ministerio de Información y Radiodifusión.
Satpathy volvió a Odisha en 1972, debido a las vacantes causadas por Biju Patnaik y otros que partían del partido del Congreso, y se convirtió en la ministra Principal de Odisha.
Durante la emergencia del 25 de junio de 1975 - 21 de marzo de 1977, encarceló a varias personas notables, entre ellas Nabakrusna Choudhuri y Rama Devi; sin embargo, Odisha tenía el menor número de personas prominentes encarceladas durante la Emergencia, y Satpathy intentó resistir las políticas de Indira Gandhi.